# Gressingham
Gressingham – wieś w Anglii, w hrabstwie Lancashire, w dystrykcie Lancaster. Leży 78 km na północ od miasta Manchester i 336 km na północny zachód od Londynu. W 2001 miejscowość liczyła 153 mieszkańców.